# Ribera (Páramo)
Ribera (llamada oficialmente San Mamede da Ribeira) es una parroquia y una aldea española del municipio de Páramo, en la provincia de Lugo, Galicia.

## Otras denominaciones
La parroquia también es conocida por el nombre de San Mamede de Ribeira.

## Organización territorial
La parroquia está formada por una entidad de población:
- Ribeira (A Ribeira)

## Demografía
Gráfica demográfica de la aldea y parroquia de Ribera según el INE español:
| Gráfica de evolución demográfica de Ribera entre 2000 y 2020 |
|                                                              |
| Datos según el nomenclátor publicado por el INE.             |